# Ángel Baratucci
Ángel Oscar Baratucci (Azul, Buenos Aires; 1 de mayo de 1921 - Rosario, Santa Fe; 16 de julio de 2014) fue un jockey argentino, conocido como el Viejo o el Bara. Compitió durante 53 años en hipódromos argentinos, especialmente en el de Rosario, ciudad donde fue declarado ciudadano ilustre. El día nacional del jockey profesional del turf argentino se festeja conmemorando un récord de Bartucci: ganó 8 carreras en un mismo día.